# William Craven, VI barone Craven
William Craven, VI barone Craven (Staunton Lacy, 11 settembre 1738 – Losanna, 27 settembre 1791), è stato un nobile inglese.

## Biografia
Era il figlio del reverendo John Craven, e di sua moglie, Mary Hickes. Studiò al Balliol College.
Succedette a suo zio, William Craven, come barone Craven nel 1769.
Ha ricoperto la carica di luogotenente di Berkshire (1786-1791).

## Matrimonio
Sposò, il 30 maggio 1767, lady Elizabeth Berkeley, figlia di Augustus Berkeley, IV conte di Berkeley ed Elizabeth Drax. Ebbero sette figli:
- Lady Elizabeth Craven (20 aprile 1768-2 gennaio 1799), sposò John Edwards Maddocks, non ebbero figli;
- Lady Mary Margaret Craven (26 aprile 1769-9 marzo 1851), sposò William Molyneux, II conte di Sefton, ebbero dieci figli;
- William Craven, I conte di Craven (1º settembre 1770-30 luglio 1825);
- Lady Georgiana Craven (1772-18 agosto 1839);
- Lady Arabella Craven (1774-9 giugno 1819), sposò Frederick St. John, ebbero sei figli;
- Lord Henry Augustus Berkeley Craven (21 dicembre 1776-20 maggio 1836), sposò Marie Clarisse Trebhault, non ebbero figli;
- Lord Keppel Richard Craven (1º giugno 1779-24 giugno 1851).

La coppia divorziò nel 1780.

## Morte
Morì il 27 settembre 1791, all'età di 53 anni, a Losanna. Fu sepolto a Binley, nel Warwickshire.